# زهرة لشكر
زهرة لشكر عداءة ألعاب قوى مغربية، ولدت يوم 8 يونيو 1978، وهي متخصصة في سباق 400 متر حواجز.

## إنجازاتها
| التاريخ | المسابقة                        | المكان                    | الرتبة | المسافة       | التوقيت |
| ------- | ------------------------------- | ------------------------- | ------ | ------------- | ------- |
| 1999    | دورة الألعاب العربية 1999       | إربد، الأردن              | 1st    | 400 متر حواجز | 60 ث 62 |
| 2002    | بطولة أفريقيا لألعاب القوى 2002 | رادس، تونس                | 1st    | 400 متر حواجز | 57 ث 91 |
| 2004    | بطولة أفريقيا لألعاب القوى 2004 | برازافيل، جمهورية الكونغو | 3rd    | 400 متر حواجز | 57 ث 12 |

## روابط خارجية
- زهرة لشكر على موقع الاتحاد الدولي لألعاب القوى (الإنجليزية)